# تاكايوكي أكياما
تاكايوكي أكياما (باليابانية: 秋山 隆之) (24 مايو 1970 في نييغاتا في اليابان – )؛ هو لاعب كرة قدم سابق كان يلعب كمدافع.